# Rete quantistica
La rete quantistica costituisce un elemento fondamentale del computer quantistico e dei sistemi di comunicazione quantistica. In generale, le reti quantistiche permettono la trasmissione di informazioni quantistiche (bit quantistici o qubit) tra processori quantistici fisicamente separati. Un processore quantistico è un piccolo computer quantistico in grado di eseguire una porta quantistica su un certo numero di qubit.

## Basi
Per quanto concerne l'ambito del computer quantistico, essere in grado di inviare qubit da un processore quantistico ad un altro permette, a quest'ultimi, di essere connessi tramite un cluster. Questo è spesso definito come calcolo quantico, o calcolo quantistico distribuito. Qui, diversi processori quantici meno potenti sono collegati insieme da una rete quantistica per formare un computer quantistico molto più potente, l'esatto analogo di quello che succede collegando classici computer tra di loro.  Il calcolo quantico in rete offre un percorso di implementazione per i computer quantistici, dal momento che sempre più processori quantistici possono essere aggiunti nel tempo per aumentare le capacità complessive di calcolo quantico. In una rete quantistica, i singoli processori quantici sono, solitamente, separati solo da brevi distanze.

## Ricerca e sviluppo
Un gruppo di ricerca sta cercando di sviluppare un sistema di comunicazione quantistico tra 4 città olandesi entro il 2020, se ci riuscissero sarebbe la prima vera e propria rete quantistica al mondo. Anche se in Cina è stato già sviluppato un sistema che sfrutta il satellite MICIUS che è in grado di crittografare dei dati tramite un processo quantistico, il sistema non può però essere considerato una vera e propria rete quantistica perché utilizza dei collegamenti fisici tra i due processori.
Nel 2020 i ricercatori dell'University of Science and Technology of China and Jinan Institute of Quantum Technology hanno pubblicato un paper che dimostra la realizzazione di un entanglement fra due memorie quantistiche collegate da un cavo in fibra ottica lungo 50 chilometri all'interno dello stesso laboratorio. Nell'agosto 2022 hanno pubblicato un paper su Physical Review Letters che dimostra un entanglement fra due memorie quantistiche a 12 km di distanza l'una dall'altra in un ambiente urbano.
Nel 2023 l'Italia ha avviato il progetto Quid (Quantum Italy deployment) nell'ambito della rete quantistica continentale European quantum communication infrastructure (Euroqci), promossa dalla Commissione Europea. Quid è gestito da un consorzio di imprese, università e centri di ricerca italiani guidati dall’Istituto nazionale di ricerca metrologica (Inrim). Esso mira inizialmente a munire il nord-est di connessioni satellitari e in fibra ottica basate sulla crittografia quantistica per garantire la sicurezza dei dati. Italian Quantum Backbone è il progetto di una dorsale che dovrà connettere le reti metropolitane in fibra ottica a livello nazionale.
Nel gennaio 2025 la Commissione Europea e l'Agenzia Spaziale Europea hanno siglato un accordo per sviluppare European Quantum Communication Infrastructure, rete in fibra ottica con distribuzione delle chiavi di tipo quantistico che servirà a collegare le infrastrutture critiche e i siti governativi. 
Al progetto collaborano Austria, Belgio, Italia, Repubblica Ceca e Svizzera. La rete in fibra ottica sarà integrata all'interno della costellazione di satelliti Iris il cui primo lancio è previsto per il 2029 e la cui entrata in servizio dovrebbe essere completata entro l'anno successivo.